# Buj Emese
Buj Emese (Gyula, 1972. szeptember 10. –) válogatott labdarúgó, hátvéd.

## Pályafutása

### A válogatottban
1999 és 2005 között három alkalommal szerepelt a válogatottban.

## Sikerei, díjai
- Magyar bajnokság
  - 2.: 2001–02, 2002–03
  - 3.: 2003–04
- Magyar kupa
  - győztes: 2003, 2004
  - döntős: 2005

## Statisztika

### Mérkőzései a válogatottban
| Magyarország | Magyarország      | Magyarország | Magyarország | Magyarország | Magyarország  | Magyarország | Magyarország | Magyarország |
| #            | Dátum             | Helyszín     | Hazai        | Eredmény     | Vendég        | Kiírás       | Gólok        | Esemény      |
| ------------ | ----------------- | ------------ | ------------ | ------------ | ------------- | ------------ | ------------ | ------------ |
| 1.           | 1999. június 20.  | Tótkeresztúr | Szlovénia    | 0 – 9        | Magyarország  | barátságos   | -            | 74'          |
| 2.           | 2005. március 19. | Tapolca      | Magyarország | 0 – 4        | Lengyelország | barátságos   | -            | 46'          |
| 3.           | 2005. április 12. | Kisudvarnok  | Szlovákia    | 2 – 1        | Magyarország  | barátságos   | -            |              |
|              | Összesen          |              |              | 3            | mérkőzés      |              | 0            | gól          |